# Айя-София (стадион)
Айя-София (греч. Στάδιο Αγιά Σοφιά) — стадион в Афинах. Арена является домашней для футбольного клуба АЕК.
Коммерческое название по названию спонсора — OPAP Arena. В международных матчах также используется наименование AEK Arena.
С 1930 года АЕК играл на стадионе «Никос Гумас» в Неа-Филаделфии, который был демонтирован в 2003 году. В 2004 году сам клуб оказался на грани расформирования, но его смогли сохранить. Команда стала проводить матчи на Олимпийском стадионе, а планирование нового стадиона стало обсуждаться с 2007 года. Строительство началось в 2017 году, а первый матч был проведен в октябре 2022 года. 27 марта 2023 года сборная Греции сыграла на стадионе «Айя-София» нулевую ничью со сборной Литвы. На 29 мая 2024 года на Айя-Софии назначен Финал Лиги конференций УЕФА 2024 года.
Вместимость стадиона по разным источникам от 31100 до 32500 зрителей. Все места сидячие. Своё название стадион получил в честь храма Святой Софии, так как АЕК был основан выходцами из Константинополя после переселения греков из Турции.